# Coppa dei Balcani 1987-1988
La Coppa dei Balcani per club 1987-1988 è stata la ventitreesima edizione della Coppa dei Balcani, la competizione per squadre di club della penisola balcanica e Turchia.
È stata vinta dai bulgari dello Slavia Sofia, al loro secondo titolo.

## Squadre partecipanti
Le compagini dalla Jugoslavia non partecipano.
| Squadra            | Stagione 1986-87                        |
| ------------------ | --------------------------------------- |
| Dinamo Tirana      | 4º in Albania                           |
| Luftëtari          | 5º in Albania                           |
| Slavia Sofia       | 5º in Bulgaria. Detentore Coppa Balcani |
| Sliven             | 9º in Bulgaria                          |
| PAOK               | 5º in Grecia                            |
| Īraklīs            | 6º in Grecia                            |
| —                  | Jugoslavia                              |
| Argeș Pitești      | 6º in Romania                           |
| Corvinul Hunedoara | 9º in Romania                           |
| Samsunspor         | 3º in Turchia                           |
| Eskişehirspor      | 9º in Turchia                           |

## Primo turno

### Girone A
| Squadra       | Pti | G | V | N | P | GF | GS | QR    |
| ------------- | --- | - | - | - | - | -- | -- | ----- |
| Argeș Pitești | 9   | 6 | 4 | 1 | 1 | 10 | 5  | 2.000 |
| Slavia Sofia  | 6   | 6 | 3 | 0 | 3 | 9  | 7  | 1.286 |
| Luftëtari     | 5   | 6 | 2 | 1 | 3 | 6  | 12 | 0.500 |
| PAOK          | 4   | 6 | 2 | 0 | 4 | 10 | 11 | 0.909 |

|           | Arg | Sla | Luf | PAOK |
| --------- | --- | --- | --- | ---- |
| Argeș     |     | 2-0 | 2-0 | 4-2  |
| Slavia    | 1-2 |     | 4-1 | 4-0  |
| Luftëtari | 0-0 | 2-0 |     | 1-0  |
| PAOK      | 2-0 | 0-1 | 6-2 |      |

#### Risultati
| Salonicco 1 ottobre 1987 | PAOK | 2 – 0 | Argeș Pitești | Stadio Toumba |

| Argirocastro 1 ottobre 1987                             | Luftëtari | 2 – 0 | Slavia Sofia | Stadiumi Gjirokastra |
| \| \| \| \| \| Kalluci 55’ Sejti 73’ \| Marcatori \| \| |           |       |              |                      |
|                                                         |           |       |              |                      |
| Kalluci 55’ Sejti 73’                                   | Marcatori |       |              |                      |

| Sofia 22 ottobre 1987 | Slavia Sofia | 4 – 0 | PAOK | Stadio Slavia |

| Pitești 22 ottobre 1987 | Argeș Pitești | 2 – 0 | Luftëtari | Stadionul 1 Mai |

| Argirocastro 4 novembre 1987               | Luftëtari | 1 – 0 | PAOK | Stadiumi Gjirokastra |
| \| \| \| \| \| Boni 45’ \| Marcatori \| \| |           |       |      |                      |
|                                            |           |       |      |                      |
| Boni 45’                                   | Marcatori |       |      |                      |

| Pitești 5 novembre 1987 | Argeș Pitești | 2 – 0 | Slavia Sofia | Stadionul 1 Mai |

| Sofia 18 febbraio 1988 | Slavia Sofia | 4 – 1 | Luftëtari | Stadio Slavia |

| Argirocastro 24 marzo 1988 | Luftëtari | 0 – 0 | Argeș Pitești | Stadiumi Gjirokastra |

| Salonicco 6 aprile 1988 | PAOK | 6 – 2 | Luftëtari | Stadio Toumba |

| Pitești 20 aprile 1988 | Argeș Pitești | 4 – 2 | PAOK | Stadionul 1 Mai |

| Sofia 31 maggio 1988 | Slavia Sofia | 1 – 2 | Argeș Pitești | Stadio Slavia |

| Salonicco 15 giugno 1988 | PAOK | 0 – 1 | Slavia Sofia | Stadio Toumba |

### Girone B
| Squadra    | Pti | G | V | N | P | GF | GS | QR    |
| ---------- | --- | - | - | - | - | -- | -- | ----- |
| Sliven     | 6   | 4 | 3 | 0 | 1 | 16 | 5  | 3.200 |
| Samsunspor | 4   | 4 | 2 | 0 | 2 | 12 | 14 | 0.857 |
| Īraklīs    | 2   | 4 | 1 | 0 | 3 | 7  | 16 | 0.438 |

|            | Sli | Sam | Īra |
| ---------- | --- | --- | --- |
| Sliven     |     | 7-0 | 4-0 |
| Samsunspor | 3-2 |     | 6-1 |
| Īraklīs    | 2-3 | 4-3 |     |

#### Risultati
| Samsun 1 ottobre 1987                                                             | Samsunspor | 3 – 2                 | Sliven | Samsun 19 Mayıs |
| \| \| \| \| \| Dinler 30’, 77’ Yücel 75’ \| Marcatori \| 16’ Plamen 27’ Vurkov \| |            |                       |        |                 |
|                                                                                   |            |                       |        |                 |
| Dinler 30’, 77’ Yücel 75’                                                         | Marcatori  | 16’ Plamen 27’ Vurkov |        |                 |

| Salonicco 21 ottobre 1987                                                                                         | Īraklīs   | 4 – 3                | Samsunspor | Stadio Kaftanzoglio |
| \| \| \| \| \| Hatzilaris 33’ Anastasiadis 47’ Maloumidis 83’, 86’ (rig.) \| Marcatori \| 38’, 57’, 62’ Dinler \| |           |                      |            |                     |
| |           |                      |            |                     |
| Hatzilaris 33’ Anastasiadis 47’ Maloumidis 83’, 86’ (rig.)                                                        | Marcatori | 38’, 57’, 62’ Dinler |            |                     |

| Sliven 12 novembre 1987 | Sliven | 4 – 0 | Īraklīs | Stadio Hadzhi Dimitar |

| Sliven 16 dicembre 1987 | Sliven | 7 – 0 | Samsunspor | Stadio Hadzhi Dimitar |

| Samsun 5 gennaio 1988                                                                                    | Samsunspor | 3 – 2          | Sliven | Samsun 19 Mayıs |
| \| \| \| \| \| Çolak 7’, 31’ Ercan 20’, 85’ Coşkundere 67’ Sinecek 78’ \| Marcatori \| 37’ Tsinekilis \| |            |                |        |                 |
| |            |                |        |                 |
| Çolak 7’, 31’ Ercan 20’, 85’ Coşkundere 67’ Sinecek 78’                                                  | Marcatori  | 37’ Tsinekilis |        |                 |

| Salonicco 1 febbraio 1988 | Īraklīs | 2 – 3 | Sliven | Stadio Kaftanzoglio |

### Girone C
| Squadra            | Pti | G | V | N | P | GF | GS | QR    |
| ------------------ | --- | - | - | - | - | -- | -- | ----- |
| Corvinul Hunedoara | 6   | 4 | 2 | 2 | 0 | 10 | 5  | 2.000 |
| Eskişehirspor      | 3   | 4 | 1 | 1 | 2 | 9  | 10 | 0.900 |
| Dinamo Tirana      | 3   | 4 | 1 | 1 | 2 | 4  | 8  | 0.500 |

|               | Cor | Esk | Din |
| ------------- | --- | --- | --- |
| Corvinul      |     | 5-2 | 2-0 |
| Eskişehirspor | 2-2 |     | 4-0 |
| Dinamo        | 1-1 | 3-1 |     |

#### Risultati
| Tirana 1 ottobre 1987                                                                | Dinamo Tirana | 3 – 1             | Eskişehirspor | Stadiumi Dinamo |
| \| \| \| \| \| Abazi 8’ Canaj 29’ Demollari 83’ \| Marcatori \| 89’ (rig.) Tortaş \| |               |                   |               |                 |
|                                                                                      |               |                   |               |                 |
| Abazi 8’ Canaj 29’ Demollari 83’                                                     | Marcatori     | 89’ (rig.) Tortaş |               |                 |

| Hunedoara 22 ottobre 1987 | Corvinul Hunedoara | 2 – 0 | Dinamo Tirana | Stadionul Michael Klein |

| Eskişehir 5 novembre 1987                                                           | Eskişehirspor | 2 – 2                   | Corvinul Hunedoara | Eskişehir Yeni Stadyumu |
| \| \| \| \| \| Beadini 4’ Medjodovic 20’ \| Marcatori \| 17’ Jojogeru 76’ Nieasa \| |               |                         |                    |                         |
|                                                                                     |               |                         |                    |                         |
| Beadini 4’ Medjodovic 20’                                                           | Marcatori     | 17’ Jojogeru 76’ Nieasa |                    |                         |

| Eskişehir 16 marzo 1988                                                                | Eskişehirspor | 4 – 0 | Dinamo Tirana | Eskişehir Yeni Stadyumu |
| \| \| \| \| \| Beadini 14’ Yazıcı 39’ Demirbilek 51’ Medjodovic 83’ \| Marcatori \| \| |               |       |               |                         |
|                                                                                        |               |       |               |                         |
| Beadini 14’ Yazıcı 39’ Demirbilek 51’ Medjodovic 83’                                   | Marcatori     |       |               |                         |

| Hunedoara 11 maggio 1988                                                                   | Corvinul Hunedoara | 5 – 2            | Eskişehirspor | Stadionul Michael Klein |
| \| \| \| \| \| Târnoveanu 10’, 45’ Petcu 30’, 82’, 90’ \| Marcatori \| 66’, 73’ Beadini \| |                    |                  |               |                         |
|                                                                                            |                    |                  |               |                         |
| Târnoveanu 10’, 45’ Petcu 30’, 82’, 90’                                                    | Marcatori          | 66’, 73’ Beadini |               |                         |

| Tirana 9 giugno 1988                          | Dinamo Tirana | 1 – 1 | Corvinul Hunedoara | Stadiumi Dinamo |
| \| \| \| \| \| Xhafa 75’ \| Marcatori \| ? \| |               |       |                    |                 |
|                                               |               |       |                    |                 |
| Xhafa 75’                                     | Marcatori     | ?     |                    |                 |

## Semifinali
| Squadra 1     | Totale | Squadra 2          | Andata | Ritorno |
| ------------- | ------ | ------------------ | ------ | ------- |
| Argeș Pitești | 2–1    | Corvinul Hunedoara | 1–1    | 1–0     |
| Slavia Sofia  | 4–2    | Sliven             | 1–1    | 3–1     |

### Andata
| Miercurea Ciuc 27 luglio 1988 | Argeș Pitești | 1 – 1 | Corvinul Hunedoara | Stadionul Municipal |

| Sofia 27 luglio 1988 | Slavia Sofia | 1 – 1 | Sliven | Stadio Slavia |

### Ritorno
| Odorheiu Secuiesc 30 luglio 1988 | Corvinul Hunedoara | 0 – 1 | Argeș Pitești | Stadionul Municipal |

| Sliven 30 luglio 1988 | Sliven | 1 – 3 | Slavia Sofia | Stadio Hadzhi Dimitar |

## Finale
| Squadra 1    | Totale | Squadra 2     | Andata | Ritorno |
| ------------ | ------ | ------------- | ------ | ------- |
| Slavia Sofia | 6–1    | Argeș Pitești | 5–1    | 1–0     |

| Sofia 16 agosto 1988 Andata | Slavia Sofia | 5 – 1 | Argeș Pitești | Stadio Slavia |

| Pitești 24 agosto 1988 Ritorno | Argeș Pitești | 0 – 1 | Slavia Sofia | Stadionul 1 Mai |